# Piszczaty-Piotrowięta (gromada)
Piszczaty-Piotrowięta – dawna gromada, czyli najmniejsza jednostka podziału terytorialnego Polskiej Rzeczypospolitej Ludowej w latach 1954–1972.
Gromady, z gromadzkimi radami narodowymi (GRN) jako organami władzy najniższego stopnia na wsi, funkcjonowały od reformy reorganizującej administrację wiejską przeprowadzonej jesienią 1954 do momentu ich zniesienia z dniem 1 stycznia 1973, tym samym wypierając organizację gminną w latach 1954–1972.
Gromadę Piszczaty-Piotrowięta z siedzibą GRN w Piszczatach-Piotrowiętach utworzono 31 grudnia 1959 w powiecie wysokomazowieckim w woj. białostockim z obszarów zniesionych gmin Wnory Stare i Stypułki-Szymany.
Gromada przetrwała do końca 1972 roku, czyli do kolejnej reformy gminnej.